# 권상유
권상유(權相游, 1656년 - 1724년)는 조선 시대 후기의 학자, 사상가, 문신이다. 호는 구계, 본관은 안동(安東)이다. 성리학을 비판한 《사변록》을 변호하여 이름이 알려졌다.
문과 급제 후 관직은 이조판서에 이르렀다. 윤휴의 성리학 비판에 이어 박세당이 성리학을 비판하는 《사변록》을 지어 유학자들의 분노를 샀으나 그는 《사변록》을 변호하여, 책이 압수되는 것을 막았다. 시호는 정헌이다. 권상하, 송시열의 문인.

## 생애
권격의 아들로 도학자인 큰형 권상하를 스승으로 모시고 공부하다가 뒤에 송시열의 제자가 되어 학문을 닦았다. 1694년(숙종 20년) 문과에 급제하여 승문원에 뽑혔다. 윤휴가 주자학을 비판한 뒤를 이어, 박세당이 《사변록》이란 책을 지어 또다시 주자학을 비판하자, 서인 노론 학자, 중신들의 비판이 계속되었다.
숙종이 《사변록》을 압수해 불태워버리라는 명령을 내렸다. 이때 권상유가 《사변록》을 변호하는 내용의 글을 지어 바침으로서, 《사변록》 압수 명령이 철회되자 그의 학식이 널리 알려졌다. 1703년(숙종 29년)에 수원부사가 되어 부패수령들을 적발하고 관리들의 그릇된 행동을 바로잡았으며, 그 뒤 대사간, 이조참의 등을 하고 도승지, 한성부좌윤, 공조참판, 병조참판, 부제학, 대사헌, 이조참판 등을 지냈으며 형조판서, 예조판서, 호조판서를 거쳐서 이조판서에 올라 우빈객을 겸하면서 숨은 인재들을 많이 등용시켰다. 시호는 정헌이다.

## 가족 관계[1]
- 조부 : 권성원(權聖源, 1602 ~ 1662)
- 조모 : 강선여(姜善餘)의 딸 진주 강씨
  - 부친 : 권격(權格, 1620 ~ 1671)
- 외조부 : 이초로(李楚老, 1603 ~ 1678)
- 외조모 : 전첨(典籤) 변제원(卞悌元)의 딸 밀양 변씨
  - 모친 : 함평 이씨(1622 ~ ?)
    - 형 : 권상하(權尙夏, 1641 ~ 1721)
    - 누나 : 권계강(權季姜, 1657 ~ ?)
    - 형 : 권상명(勸尙明, 1652 ~ 1684)
    - 여동생 : 권차강(權次姜, 1663 ~ ?)
    - 전처  : 청풍 김씨
    - 후처 : 원만춘(元萬春)의 딸 원주 원씨
      - 장남 : 권소(權熽) - 조졸
      - 차남 : 권혁(權爀, 1694 ~ 1759)
      - 3남 : 권위(權煒)
      - 딸 : 전주 이씨 이현록(李顯祿)의 처

## 같이 보기
- 권상하
- 송시열

1. ↑  선원록 참고